# Sommergoldhähnchen

Das Verbreitung des Sommergoldhähnchens:
Brutgebiete
Ganzjähriges Vorkommen
Überwinterungsgebiete

Das Sommergoldhähnchen (Regulus ignicapilla, Syn.: Regulus ignicapillus) ist eine Vogelart der Gattung der Goldhähnchen (Regulus) aus der Familie Regulidae.
Das auf der Insel Madeira vorkommende Madeiragoldhähnchen (Regulus madeirensis) wurde mittlerweile als eigene Art anerkannt.

## Beschreibung
Wie auch das Wintergoldhähnchen gehört das Sommergoldhähnchen zu den kleinsten Vögeln Europas. Es ist etwa 9 Zentimeter lang und wiegt nur zwischen vier und sechseinhalb Gramm. Es hat eine Flügelspannweite von 13 bis 16 Zentimetern.
Auch im Aussehen ähnelt das Sommergoldhähnchen dem Wintergoldhähnchen: Es hat einen gelbgrünen Rücken, der Bauch ist weißlich grau, die Flügel sind dunkler und haben zwei weiße Flügelbinden. Die besten Unterscheidungsmerkmale zum Wintergoldhähnchen sind der weiße Überaugenstreif und die sehr auffälligen leuchtend gelbgrünen Halsseiten (oftmals das beste sichtbare Merkmal im Gelände), die die Art insgesamt etwas bunter erscheinen lassen als das Wintergoldhähnchen. Der schwarze Streifen über dem Überaugenstreif ist ebenfalls etwas ausgeprägter. Die Geschlechter sehen fast gleich aus, einzig der Scheitelstreifen des Männchens ist eher orange, während der des Weibchens eher gelb ist.
Die Stimme ist meisenartig, ein leises sisisisi auf einer Höhe. Der Gesang besteht aus einer leicht aufsteigenden Folge dieser Töne mit einem kurzen Triller am Ende.

## Verbreitung und Lebensraum
Sommergoldhähnchen leben in Nadel- und Mischwäldern sowie in Parks. Sie sind nicht so sehr an Nadelwälder gebunden wie die Wintergoldhähnchen, halten sich aber auch gerne in Baumwipfeln auf. Ihr Verbreitungsgebiet umfasst Südwest- und Mitteleuropa sowie die Gebirge Nordafrikas und Kleinasiens. Von weiten Teilen Deutschlands und aus Polen ziehen die Brutvögel im Oktober nach Südfrankreich, Spanien oder Nordafrika und kehren im April wieder zurück in ihre Brutgebiete.

## Nahrung
Sommergoldhähnchen fressen Insekten und Insektenlarven sowie Spinnen.

## Fortpflanzung

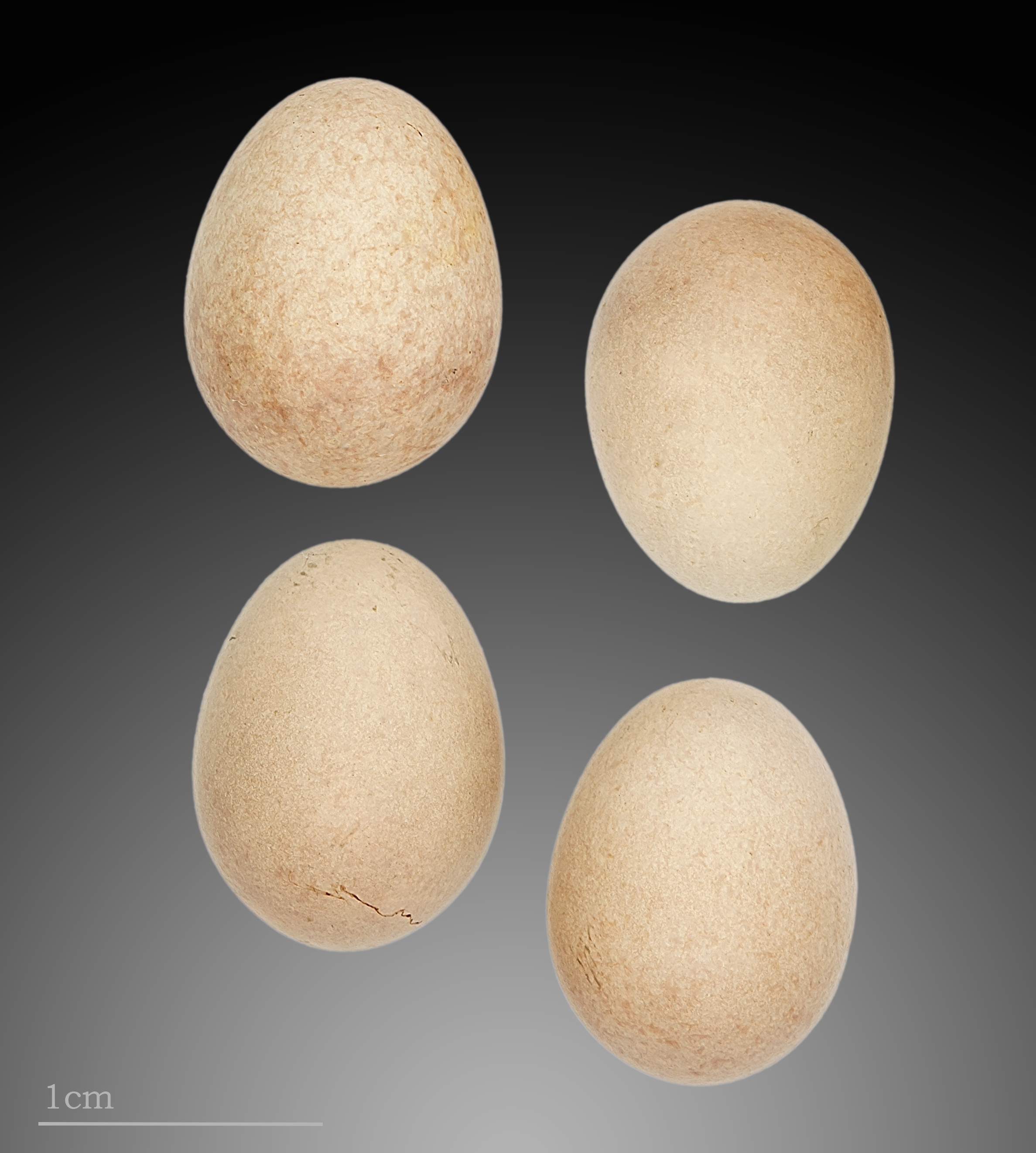
Eier des Sommergoldhähnchens

Die Brutzeit dauert von Mitte April bis Ende Juli. Die Nester sind tief und dick mit Moos gepolstert. Sie werden meistens an der Unterseite eines Astes befestigt. Das Gelege besteht aus sieben bis elf Eiern. Bebrütet werden sie 14–17 Tage. Etwa drei Wochen nach dem Schlüpfen verlassen die Jungen das Nest.